# Latinoamérica sin humanos

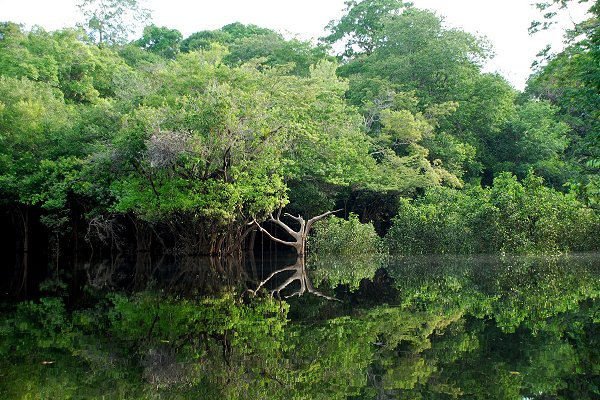
El documental nos muestra la expansión de la Selva Amazonica por la desaparición de los humanos.

Latinoamérica sin humanos es un especial de televisión de History Channel estrenado el 29 de octubre de 2010 en Venezuela, México, Chile y otras regiones de Latinoamérica, en History (Latinoamérica). Es una secuela del especial La Tierra sin humanos y de la serie homónima. Trata de lo mismo que en el especial de Estados Unidos: cómo se vería Latinoamérica si el hombre desapareciera después de varios días, meses, años, siglos y milenios.

## Línea del tiempo

### 1 día después de los humanos
El especial asume que la humanidad desaparece de repente y de inmediato, pero no especula sobre lo que podría causar tal evento.
Bastantes autos en todo el continente quedarán varados en las calles para siempre, con ello, la fuente principal de contaminación en Latinoamérica desaparece, y el ambiente mejora por primera vez desde el inicio de la Revolución Industrial. La consecuencia inmediata sería el repoblamiento de las plantas y la disminución en el deterioro de los edificios, pero sin estar exentos de ello.
La basura que ya no es reciclada ni recolectada comienza a apestar el aire, y las mascotas se ven forzadas, como se dijo en el especial anterior, a valerse por sí mismas.
La electricidad que todavía no se ha consumido, proporciona energía para que los sistemas automáticos sigan funcionando, pero al agotarse, su aportación de energía va a ir disminuyendo hasta que ya todo aparato dependiente de ésta ya no funcione. Pero si la electricidad aguanta unas 36 horas antes de agotarse, provocarán incendios en los barrios bajos de las ciudades, las primeras catástrofes después de la desaparición de la gente.

### 7 días después de los humanos
Después de 7 días sin humanos, los restos de comida que quedaron son devorados sin piedad por ratas e insectos como lo son cucarachas y algunas larvas. Los perros que sobrevivieron ya han logrado adaptarse a la vida salvaje. Los gatos también son un ejemplo de ello, pero como no han vivido tanto tiempo junto al hombre como los perros, éstos se adaptaron más rápido y mejor.
La basura sigue acumulada debido a que la gente durante su existencia dejaba mucha basura, es imposible que de visita a las antiguas ciudades no nos encontremos con al menos un montón de basura. Los animales grandes y que no estén encerrados de los zoológicos, tras varios intentos, han logrado escapar de sus jaulas, y van hacia las ciudades.
Los sistemas eléctricos han colapsado y las ciudades finalmente están a oscuras.

### 1 mes después de los humanos
Los animales tanto salvajes, domésticos y recién escapados de los zoológicos, se adaptan a las nuevas condiciones sin humanos, donde se estima el 99% de éstas sobrevivirán.
Sin demanda de electricidad, los veinte generadores de la represa Itaipú comienzan a apagarse automáticamente, con las compuertas de la misma cerradas, el río Paraná comenzará a desbordarse de la represa. Las calles, por parte del viento y la erosión, se llenan de tierra y semillas, con lo que nace una vegetación jamás vista en mucho tiempo.
Los predadores que escaparon del zoológico vagan por las calles en busca de sus presas. La naturaleza de Latinoamérica comienza a mostrar signos de recuperación.

### 1 año después de los humanos
Las selvas tropicales y subtropicales se recuperan a una velocidad increíble, las zonas deforestadas han sido recuperadas por la naturaleza. La mata atlántica ya ha creado grandes manchas verdes en São Paulo.
En México, el antiguo lago de Texcoco comienza a resurgir después de años de cubrimiento y entubado en las zonas bajas de la Ciudad de México, con ello, la zona donde estaba el 70% de la población se inundaría. En Buenos Aires los ríos que alguna vez estuvieron entubados han vuelto a aflorar.

### 2 años después de los humanos
En la primavera de ese año el Obelisco de Buenos Aires y sus edificios aledaños se llenan de enredaderas y plantas de la región. La Ciudad de México se inunda cada vez más, y eso provoca la desparición de una de las culturas más sorprendentes del mundo. Sus edificios comenzarían a dañarse y estar en riesgo de caer debido al reblandecimiento del suelo por las inundaciones.
Las plantas y pastos salvajes empiezan a quitarle terreno a las plantas que alguna vez dieron sustento al hombre. Las semillas que siguen dentro de los almacenes se empiezan a fermentar de manera peligrosa, provocando incendios, y hasta explosiones grandes y espontáneas.

### 5 años después de los humanos
En los grandes edificios de Chile, crecieron hiedras que le dieron hogar a las aves rapáces de la región. Los hoteles cerca de las costas brasileñas, por la marea, comenzarían a desarmarse.

### 10 años después de los humanos
Latinoamérica ha cambiado mucho. Los autos que quedaron varados desde hace diez años son destruidos por el óxido y la vegetación. En la Ciudad de México, la Plaza de la Constitución ha quedado sumergida, el Palacio Nacional y la Catedral Metropolitana han quedado inundadas en parte; ya solo hace falta un temblor (donde son frecuentes) para que toda la ciudad quede sumergida por completo.

### 20 años después de los humanos
Los parques de Sao Paulo se han salido de sus límites, ahora la vegetación devora la ciudad más famosa de Brasil. En Chile, el edificio Titanium La Portada alberga especies voladoras: cóndores y especies nativas, roedores y felinos que puedan subir a esa altura, y plantas, formándose un nuevo ecosistema.
En esos 20 años, la Calzada de los Muertos, en Teotihuacán, ha quedado cubierta de vegetación, ocultándola de nueva cuenta. Las pinturas y monumentos erosionados se perderían.

### 30 años después de los humanos
La ciudad de Bogotá ya es casi irreconocible, ya que la selva ha cubierto gran parte de la misma.
La ciudad de Caracas vuelve a ser un gran valle, lleno de animales salvajes.
Lo que quedó de Melincué en Argentina, ciudad que comenzó a ser abandonada desde los '70 debido al crecimiento de la laguna homónima muestra lo que les podría ocurrir a nuestras ciudades de Latinoamérica después de 20 años de ausencia y por causa de los desastres naturales.

### 75 años después de los humanos
Después de 75 años sin reparaciones, el Ángel de la Independencia, símbolo de la libertad y soberanía mexicana, y por efecto del desgaste por el agua de las inundaciones, finalmente cae. Lo mismo ocurre con el Obelisco de Buenos Aires, por efecto del desgaste por el agua y el cambio en el terreno y la atmósfera; aquí, en cambio del Ángel de la Independencia, sí hubo testigos: las especies acuáticas y los ñandúes que regresaron. El ablandamiento del terreno en la Ciudad de México por el regreso del Lago de Texcoco, provocó que, con ayuda de un pequeño temblor, el edificio del World Trade Center México se desplomara.
La selva finalmente se ha recuperado por completo en el río Tigre en Buenos Aires, y el río Paraná ha vencido todas las represas que alguna vez la detenían. La biodiversidad se ha recuperado, como lo ha sido en la isla Martín García, donde hay una gran diversidad de especies y las casas están en ruinas.

### 1 siglo después de los humanos
La autopista Panamericana está ahora en ruinas, y no queda más que restos de autos y concreto que quedaron abandonados hace un siglo.
Los descendientes de los animales de los zoológicos ahora pueblan sus sitios de origen. El Cristo Redentor de Río de Janeiro se llena de plantas hasta la cabeza. El puente San Roque González de Santa Cruz, que conecta Paraguay con Argentina, y que se ubica sobre el río Paraná, ha caído por el fallo y la corrosión de los materiales que alguna vez lo sostenían.

### 150 años después de los humanos
El edificio Titanium La Portada, en Chile, ha colapsado por el deterioro en estos 150 años sin los humanos. El edificio Copal en Sao Paulo finalmente cae, y la naturaleza ha recuperado sus terrenos; los últimos túneles que quedaban allí mismo han caído dejando grandes agujeros.

### 200 años después de los humanos
Los templos jesuitas que se construyeron en Paraguay en el siglo XVII han logrado sobrevivir más que muchos edificios actuales. Uno de los brazos del Cristo Redentor cae por el debilitamiento.

### 250 años después de los humanos
El Cristo Redentor, desgastado y debilitado, es el último a caer, y ya no mirará a lo que debió ser Río de Janeiro, como también ocurrió con el edificio Italia, en São Paulo.
Animales que están siendo aplastados, y otros que tienen que adaptarse otra vez.

### 500 años después de los humanos
Río de Janeiro ya no es igual: la mata atlántica ha invadido toda la ciudad y sus edificios imponentes han caído. Buenos Aires ha sido consumida por una parte por las aguas del Río de la Plata, y por otra parte por la vegetación. La Ciudad de México, una de las más grandes del mundo en época de los humanos, ha recuperado por completo su sistema lacustre: el lago de Texcoco ha vuelto, y la ciudad ha desaparecido para siempre.

### 1000 años después de los humanos
Latinoamérica ya es oficialmente irreconocible, aún si el hombre regresara no reconocería su sitio de origen. Sus construcciones no igualarán a las de las antiguas civilizaciones que han logrado sobrevivir más de mil años sin daño alguno.
Las únicas marcas que quedarían de la humanidad en Latinoamérica y, tal vez, en todo el planeta, serían los estadios, los cuales serían como las pirámides: sobrevivirían por siempre como macetas.
La estatua de El Caballito en la Ciudad de México sobrevive debajo del lago de Texcoco teniendo la probabilidad de que si un ser inteligente llega a la Tierra se encuentre con este monumento.
La última obra de la naturaleza contra nuestras ruinas es del volcán Popocatépetl, que hace erupción para destruir lo que queda de la Ciudad de México, borrándola completa y eternamente.

### Créditos
Los créditos se muestran como 100 mil años después de los humanos.
En los créditos se menciona que Latinoamérica ya no existe, al menos no aparentemente y a simple vista, porque todavía quedan algunos vestigios de nuestra cultura, los cuales quedan a disposición de la próxima civilización. También se menciona que al mismo tiempo, la naturaleza sigue y seguirá desarrollándose por siempre en la Tierra, hasta que "deba regresar a formar parte de aquella estrella que hace millones de años la formó: el Sol".